# Калм (река)
Калм (англ. Culm) — река в графстве Девон в Юго-Западной Англии.
Берёт начало у холмов Блэкдаун-Хиллз, близ селения Калмхед и течёт на запад через деревни Хэмиок, Калмсток и Аффкалм. Затем река поворачивает на юг и течёт через город Калломптонвдоль автомагистрали M5.
Впадает в Экс на северо-западной окраине Эксетера. Своим названием, означающим «узел» или «петлю», река обязана своему извилистому руслу.